# Municipio de Bartlett (Minnesota)
El municipio de Bartlett (en inglés: Bartlett Township) es un municipio ubicado en el condado de Todd en el estado estadounidense de Minnesota. En el año 2010 tenía una población de 445 habitantes y una densidad poblacional de 4,78 personas por km².

## Geografía
El municipio de Bartlett se encuentra ubicado en las coordenadas 46°19′31″N 94°58′1″O / 46.32528, -94.96694. Según la Oficina del Censo de los Estados Unidos, el municipio tiene una superficie total de 93.15 km², de la cual 93,15 km² corresponden a tierra firme y (0 %) 0 km² es agua.

## Demografía
Según el censo de 2010, había 445 personas residiendo en el municipio de Bartlett. La densidad de población era de 4,78 hab./km². De los 445 habitantes, el municipio de Bartlett estaba compuesto por el 96,85 % blancos, el 0,22 % eran asiáticos y el 2,92 % eran de una mezcla de razas. Del total de la población el 0 % eran hispanos o latinos de cualquier raza.